# Liste der Einträge im National Register of Historic Places im Robertson County (Tennessee)
Diese Liste der Einträge im National Register of Historic Places im Robertson County (Tennessee) enthält alle im Robertson County, Tennessee in das National Register of Historic Places eingetragenen Gebäude, Bauwerke, Objekte, Stätten oder historischen Distrikte.
Diese Liste entspricht dem Bearbeitungsstand des National Park Service/National Register of Historic Places vom 4. Oktober 2024.

## Legende
| NRHP | Historic Place             |
| HD   | National Historic District |

## Aktuelle Einträge
| [ 2 ] | Name                                      | Bild                                      | Eintragsdatum                  | Lage                                                                                | Ort          | Beschreibung |
| ----- | ----------------------------------------- | ----------------------------------------- | ------------------------------ | ----------------------------------------------------------------------------------- | ------------ | ------------ |
| 1     | The Beeches                               | The Beeches                               | 25. März 1982 ID-Nr. 82004037  | Tennessee State Route 49 36° 31′ 15″ N, 86° 51′ 18″ W                               | Springfield  |              |
| 2     | Bell Witch Cave                           | Bell Witch Cave                           | 21. März 2008 ID-Nr. 08000237  | 430 Keysburg Road 36° 35′ 29″ N, 87° 3′ 20″ W                                       | Adams        |              |
| 3     | Cornsilk                                  | Cornsilk                                  | 11. Jan. 1974 ID-Nr. 74002266  | 6128 Stringer Road 36° 38′ 6″ N, 86° 37′ 54″ W                                      | Cross Plains |              |
| 4     | Frierson Chapel                           | Frierson Chapel                           | 27. Nov. 2019 ID-Nr. 100004694 | in der Nähe der Old Coopertown Road 36° 26′ 10,7″ N, 86° 57′ 44,3″ W                | Coopertown   |              |
| 5     | Glen Raven                                | Glen Raven                                | 2. Okt. 1973 ID-Nr. 73001816   | 4410 Glen Raven Road 36° 31′ 53″ N, 87° 4′ 11″ W                                    | Cedar Hill   |              |
| 6     | Mollie and Neel Glenn House               | Mollie and Neel Glenn House               | 25. Juli 2012 ID-Nr. 12000440  | 307 5th Ave. 36° 30′ 36″ N, 86° 53′ 17″ W                                           | Springfield  |              |
| 7     | Highland Chapel Union Church              | Highland Chapel Union Church              | 29. Okt. 1991 ID-Nr. 91001592  | 2392 Highland Ave 36° 23′ 42″ N, 86° 46′ 30″ W                                      | Ridgetop     |              |
| 8     | Mansfield Cheatham House                  | Mansfield Cheatham House                  | 30. Jan. 1978 ID-Nr. 78002626  | 306 W 7th Ave 36° 30′ 27,5″ N, 86° 53′ 19″ W                                        | Springfield  |              |
| 9     | William M. McMurry House                  | William M. McMurry House                  | 17. Apr. 2017 ID-Nr. 100000904 | 313 N. Main St. 36° 30′ 43,9″ N, 86° 53′ 4,2″ W                                     | Springfield  |              |
| 10    | Nelson’s Green Brier Distillery           | Nelson’s Green Brier Distillery           | 24. Juli 2008 ID-Nr. 08000703  | Main Street, westlich der Greenbrier Cemetery Road 36° 26′ 5″ N, 86° 47′ 27″ W      | Greenbrier   |              |
| 11    | George O'Bryan House                      | George O'Bryan House                      | 23. Feb. 1989 ID-Nr. 89000073  | 117 O'Bryan Avenue 36° 23′ 43″ N, 86° 46′ 23″ W                                     | Ridgetop     |              |
| 12    | Arthur Pitt House and Distillery          | Arthur Pitt House and Distillery          | 18. Dez. 1973 ID-Nr. 73001820  | 4333 Louis Draughon Road 36° 32′ 35,6″ N, 86° 48′ 50,3″ W                           | Springfield  |              |
| 13    | William Randolph House                    | William Randolph House                    | 30. Okt. 1973 ID-Nr. 73001818  | 7667 Tennessee State Route 25 36° 32′ 54″ N, 86° 41′ 52″ W                          | Cross Plains |              |
| 14    | Red River Blockhouse Number 1             |                                           | 15. Nov. 2003 ID-Nr. 03001157  | 5461 U.S. Route 41 in Tennessee 36° 35′ 22″ N, 87° 4′ 58″ W                         | Adams        |              |
| 15    | Robertson County Courthouse               | weitere Bilder                            | 22. Mai 1978 ID-Nr. 78002627   | Public Square 36° 30′ 33″ N, 86° 53′ 7″ W                                           | Springfield  |              |
| 16    | Rock Jolly                                | Rock Jolly                                | 30. Okt. 1973 ID-Nr. 73001819  | 5128 Rock House Rd. 36° 34′ 44″ N, 86° 37′ 23″ W                                    | Cross Plains |              |
| 17    | Russell House                             | Russell House                             | 22. Nov. 2011 ID-Nr. 11000458  | 2520 Memorial Boulevard 36° 29′ 22″ N, 86° 51′ 53″ W                                | Springfield  |              |
| 18    | St. Michael’s Catholic Church             | St. Michael’s Catholic Church             | 5. Juli 1973 ID-Nr. 73001817   | 3553 S Carter Road 36° 29′ 14″ N, 86° 59′ 56″ W                                     | Cedar Hill   |              |
| 19    | Springfield Town Square Historic District | Springfield Town Square Historic District | 1. Aug. 1979 ID-Nr. 79002456   | U.S. Route 41 in Tennessee und Tennessee State Route 49 36° 30′ 34″ N, 86° 53′ 8″ W | Springfield  |              |
| 20    | Granville Babb Sprouse House              | Granville Babb Sprouse House              | 30. Okt. 1998 ID-Nr. 98001307  | 205 W. College St. 36° 25′ 37″ N, 86° 48′ 24,5″ W                                   | Greenbrier   |              |
| 21    | Strickland Place Farm                     | Strickland Place Farm                     | 31. März 2010 ID-Nr. 10000142  | 7724–7726 Tennessee State Route 76 36° 28′ 35,3″ N, 86° 42′ 26,9″ W                 | White House  |              |
| 22    | Sudley Place                              | Sudley Place                              | 11. Jan. 1974 ID-Nr. 74001925  | 6236 State Line Road 36° 38′ 40″ N, 86° 48′ 56″ W                                   | Youngville   |              |
| 23    | Thomas Drugs                              | weitere Bilder                            | 4. Nov. 1993 ID-Nr. 93001189   | 7802 Tennessee State Route 25, E. 36° 32′ 55″ N, 86° 41′ 48″ W                      | Cross Plains |              |
| 24    | Dr. Martin Walton House                   | Dr. Martin Walton House                   | 20. Nov. 1996 ID-Nr. 96001318  | 6353 Tennessee State Route 25, E. 36° 33′ 14″ N, 86° 47′ 9″ W                       | Springfield  |              |
| 25    | Walton–Wiggins Farm                       | Walton–Wiggins Farm                       | 8. Aug. 1997 ID-Nr. 97000883   | 4020 Woodrow Wilson Rd. 36° 31′ 12″ N, 86° 44′ 5″ W                                 | Springfield  |              |
| 26    | Wessyngton                                | weitere Bilder                            | 6. Mai 1971 ID-Nr. 71000830    | 3021 Wessington Road 36° 30′ 5″ N, 87° 0′ 14″ W                                     | Cedar Hill   |              |
| 27    | Woodard Hall                              | Woodard Hall                              | 10. Okt. 1975 ID-Nr. 75001775  | 9200 Owens Chapel Road 36° 32′ 4″ N, 86° 49′ 18″ W                                  | Springfield  |              |
| 28    | Thomas Woodard, Jr. Farm                  | Thomas Woodard, Jr. Farm                  | 8. Apr. 2008 ID-Nr. 08000315   | 5024 Ogg Road 36° 34′ 14,6″ N, 86° 56′ 12,9″ W                                      | Cedar Hill   |              |